# ساره عطار
ساره عطّار (زادهٔ ۲۷ اوت ۱۹۹۲) ورزشکار دو و میدانی سعودی-آمریکایی است که در بازی‌های المپیک تابستانی ۲۰۱۲ به عنوان یکی از اولین دو المپیکی زنِ نمایندهٔ عربستان سعودی شرکت کرد. او همچنین در المپیک ۲۰۱۶ در ماراتن شرکت کرد.

## سال‌های اولیه و تحصیلات
عطار تمام عمر خود را در ایالات متحده زندگی کرده است، اما از طریق پدرش که در عربستان به دنیا آمده است، دارای تابعیت دوگانهٔ آمریکایی-سعودی است. او در اسکاندیدو، کالیفرنیا، ایالات متحده به دنیا آمد و بزرگ شد.مادر او، جودی، یک شهروند آمریکایی و اهل کالیفرنیا است و پدرش عامر، یک تبعهٔ عربستان سعودی است که در ایالات متحده به کالج رفت و در سال ۱۹۸۴ با مادرش ازدواج کرد.
او در سال ۲۰۱۰ از دبیرستان اسکاندیدو در شهر اسکاندیدو فارغ‌التحصیل شد.او برای این مدرسه در رشتهٔ دوی صحرانوردی رقابت کرد.او سپس به دانشگاه پپرداین، یک دانشگاه مسیحی در شهرستان لس آنجلس، کالیفرنیا، نزدیک مالیبو، رفت و در آنجا مدرک بی‌ای در هنرهای استودیویی، با برنده شدن بورسیهٔ رکس همیلتون مموریال آرت دریافت کرد.عطار یکی از هشت ورزشکار از دانشگاه پپردین بود که برای شرکت در المپیک تابستانی ۲۰۱۲ انتخاب شد، همراه با روکسان بارکر که در تیم آفریقای جنوبی حضور داشت. او در مارس ۲۰۱۲ در دو میتینگ کالج برای پپردین شرکت کرد، در زمین ۱۵۰۰ متری در کال استیت فولرتن بن براون در ۵:۳۰٫۵۱ ساعت به مقام دوازدهم رسید و در مادهٔ ۳۰۰۰ متر در مسابقات اسپرینگ بریک در ۱۱:۳۷٫۴۱ ساعت بیست و نهم شد.
پس از فارغ‌التحصیلی از پپرداین در سال ۲۰۱۴، او یک عکاس مناظر شد.در سال ۲۰۱۵، او به ماموت لیکس، کالیفرنیا نقل مکان کرد تا به‌طور تمام وقت با دوندگان مسافتی از جمله قهرمان المپیک، دینا کاستور، همسر مربی‌اش اندرو کاستور، تمرین کند.
او تمام عمر خود را در ایالات متحده زندگی کرده است و با وجود اینکه عربی صحبت نمی‌کند، سالی یک بار برای دیدار با اقوام خود به عربستان سعودی سفر می‌کند.

## حرفهٔ دویدن

### به نمایندگی از عربستان سعودی
عطار در بازی‌های المپیک تابستانی ۲۰۱۲ یکی از دو زن اولی بود که برای عربستان سعودی در المپیک شرکت کرد. زن دیگر نمایندهٔ عربستان، وجدان شهرکانی جودوکا بود.
پیش از ژوئن ۲۰۱۲، کمیتهٔ المپیک عربستان سعودی، زنان این کشور را از شرکت در المپیک منع کرده بود، اما کمیتهٔ بین‌المللی المپیک (IOC) تهدید کرده بود که عربستان را از حضور در بازی‌های المپیک محروم خواهد کرد، مگر اینکه به زنان این کشور اجازه حضور در مسابقات را بدهد. کمیتهٔ بین‌المللی المپیک تصمیم گرفت که مسابقه‌دهندگان زن عربستان سعودی مجبور نیستند استانداردهای مقدماتی المپیک را رعایت کنند.
عربستان سعودی از عطار انتظار داشت لباس‌های دویدنی مطابق با قوانین اسلامی بپوشد. عکس‌های او با لباس معمولی، تاپ پوشیدن، شورت و موهایش که با روسری پوشیده نشده بود، از اینترنت حذف شد، از جمله از وب‌سایت پیست و کراس کانتری دانشگاه او. او و مادرش یک پوشش سر و گردن به همراه آستین‌های بلند و شلوار بلند برای رقابت کنار گذاشتند. عطار در ایالات متحده زندگی می‌کند و تمرین می‌کند، بدون اینکه حجاب داشته باشد یا عبایه‌ای بپوشد.
محقق عربستانی علی الاحمد، که مطالعاتی در مورد ورزش زنان در عربستان سعودی منتشر کرده است، معتقد است: «حضور ورزشکاران زن [در المپیک ۲۰۱۲] اوضاع را بدتر کرد، زیرا به عربستان اجازه داد تا از انتقاد بگریزد.»با این حال، روحانیون مذهبی محافظه‌کار سعودی به شدت مخالفت کردند و احکامی را علیه زنان سعودی که در ورزش‌های تماشاچی‌محور شرکت می‌کردند، صادر کردند و معتقد بودند که ممکن است منجر به اخلاقیات فاسد، از دست دادن باکرگی و لزبین‌گرایی شود.

### بازی‌های المپیک ۲۰۱۲
در مراسم افتتاحیهٔ مراسم رژهٔ ملل، عطار و شهرکانی، تنها دو زن حاضر در هیئت عربستان سعودی، بر خلاف زنان حاضر در هیئت‌های سایر ملل اسلامی، مجبور شدند پشت سر هم‌تیمی‌های مرد خود راه بروند.
عطار در ماده ۸۰۰ متر زنان شرکت کرد، بدون اینکه به زمان انتخابی المپیک برسد.او در دوران دبیرستان فقط یک بار در مسابقهٔ مسافت شرکت داشت، اما نه از زمانی که در کالج تحصیل کرده بود.عطار در زمین ۶ مسابقات مقدماتی ۸۰۰ متر زنان در ۸ اوت ۲۰۱۲ شرکت کرد. او با زمان ۲:۴۴٫۹۵ و بسیار عقب‌تر از پیروزی مقدماتی جنت جپکوسگی با زمان ۲:۰۱٫۰۴ به پایان رسید.او بیش از نیم دقیقه کندتر از نزدیکترین رقیب خود که ۱۵۰ متر جلوتر از او از خط پایان عبور کرد به پایان رسید.صدها تماشاگر هنگام عبور عطار از خط پایان ایستادند و کف زدند.
تنها یک روزنامه عربستانی به حضور او در المپیک اشاره کرد که به خاطر این کار مورد انتقاد قرار گرفت.

### بازی‌های المپیک ۲۰۱۶
عطار در بازی‌های المپیک ۲۰۱۶ برای عربستان سعودی در ماراتن شرکت کرد. او دوباره یک وایلد کارت دریافت کرد، که در آن مجبور نبود زمان استاندارد مقدماتی المپیک را برآورده کند. بهترین زمان ماراتن او ۳:۱۱:۲۷ در ماراتن شیکاگو ۲۰۱۵ بود که ۲۶ دقیقه کندتر از زمان انتخابی المپیک بود.وب سایت کمیته المپیک عربستان سعودی نامی از او یا سایر زنانی که نمایندهٔ پادشاهی عربستان سعودی خواهند بود، نبرد.
او کاملاً پوشیده می‌دوید و مانند سال ۲۰۱۲ آستین بلند و شلوار بلند پوشیده بود، اما این بار به جای روسری کلاه بیسبال به سر داشت.او ماراتن را با زمان ۳:۱۶:۱۱ در مقام ۱۳۲ از بین ۱۳۳ زن به پایان رساند که ۵۲ دقیقه از برندهٔ کنیایی جمیما سومگونگ عقب بود.

## پس از المپیک ۲۰۱۶
در سال ۲۰۱۸، سارا عطار بهترین‌های فردی خود را در ماراتن بهبود بخشید؛ نخست در ماراتن شیکاگو، با ۳:۰۷:۱۶ دویدن، سپس در نیمه ماراتن هیوستون، در ۱:۲۶:۴۷ که هر دو رکورد ملی برای مسافت‌های مربوطه بودند.

## مسابقات
| سال                      | مسابقه                   | محل برگزاری              | مقام                     | رویداد                   | توضیحات                  |
| به نمایندگی از پناهندگان | به نمایندگی از پناهندگان | به نمایندگی از پناهندگان | به نمایندگی از پناهندگان | به نمایندگی از پناهندگان | به نمایندگی از پناهندگان |
| ------------------------ | ------------------------ | ------------------------ | ------------------------ | ------------------------ | ------------------------ |
| ۲۰۱۲                     | المپیک تابستانی          | لندن، بریتانیا           | ۸ام                      | ۸۰۰ متر                  | ۲:۴۴٫۹۵                  |
| ۲۰۱۶                     | المپیک تابستانی          | ریو دو ژانیرو، برزیل     | ۱۳۲ام                    | ماراتن                   | ۳:۱۶:۱۱                  |

### حمایت مالی
عطار قبلاً توسط اوزل، یک شرکت پوشاک دویدن آمریکایی که ورزشکاران زن را تبلیغ و حمایت می‌کند، حمایت مالی می‌شد.